# Ĉirkaŭ la mondon kun la verda stelo
 (août 2021).
Ĉirkaŭ la mondon kun la verda stelo (« Autour du monde avec l’étoile verte » en français) est un texte de Joseph R. Scherer (eo) paru en 1933.

## Description
Ce texte de Joseph Scherer décrit ses voyages dans 43 pays durant lesquels il a utilisé et promu l’espéranto. L’ouvrage contient 272 pages ainsi que 107 images. Il est considéré comme un livre au style accessible et fluide.